# قیرخلار
قیرخلار (ترکی آذربایجانی: Qırxlar به معنای «چهل») یک گورستان کهن در شهر دربند، در داغستان روسیه است و کهن‌ترین گورستان فعال مسلمانان در روسیه محسوب می‌شود.

## تاریخچه
بر اساس منابع عربی قرون وسطی و تاریخ‌نامهٔ محلی دربندنامه، این محل دفن با اولین لشکرکشی مسلمانان به قفقاز به فرماندهی صحابه سلمان بن ربیعهٔ باهلی مرتبط است. در جریان پیشروی به سوی خاقانات ترک غربی بخشی از سپاه عرب در نبرد کشته شدند که در میان آن‌ها ۴۰ صحابهٔ محمد بودند. این ۴۰ صحابی در گورستان قیرخلار دفن شده‌اند، و نام گورستان از همین‌جا گرفته شده است. در سده‌های بعد، این گورستان پیوسته گسترش یافته است. به‌عنوان محل دفن شهیدان، به مکانی برای زیارت مسلمانان تبدیل شد.

## مشخصات
این گورستان کمتر از یک کیلومتر شمال دروازهٔ قیرخلار-قاپی قرار دارد. گورستان با حصاری دو متر ارتفاع، دو طبقه و ساخته‌شده از سنگ‌های خوش‌تراش که ظاهراً چندین بار بازسازی شده‌اند، محصور شده است. در سمت شمال حصار یک ورودی طاق‌دار وجود دارد.
قیرخلار بخشی از گورستان شمالی شهر است. این گورستان از دو مستطیل تشکیل شده که ضلع‌های بلند آن‌ها به هم چسبیده و شامل بخش بزرگ و کوچک است. در بخش بزرگ ۴۰ سنگ‌قبر کهن به‌شکل صندوقچه وجود دارد، که در سه ردیف قرار گرفته‌اند و بخش کوچک یک ردیف دارد. تابوت‌سنگ‌ها تا ۳٫۲ متر طول، ۸۰ سانتی‌متر ارتفاع، ۷۰ سانتی‌متر عرض و ۱۰ تا ۱۲ سانتی‌متر ضخامت دارند. درون بخش بزرگ، یک سازهٔ مستطیل کوچک به ارتفاع ۱۸۵ سانتی‌متر وجود دارد. این سازه با گنبدی پایان می‌یابد و دارای طاقچه‌ای قوسی برای نذورات است.